# Triplasius bivittatus
Triplasius bivittatus är en tvåvingeart som först beskrevs av Friedrich Hermann Loew 1855.  Triplasius bivittatus ingår i släktet Triplasius och familjen svävflugor. Inga underarter finns listade i Catalogue of Life.